# Albert Abraham Michelson
Albert Abraham Michelson (n. 19 decembrie 1852, Strzelno, Voievodatul Cuiavia și Pomerania, Polonia – d. 9 mai 1931, Pasadena, California, SUA) a fost un fizician evreu-prusac-american cunoscut pentru lucrările sale privind măsurarea vitezei luminii și în primul rând pentru experimentul Michelson-Morley. În 1907 a primit Premiul Nobel pentru Fizică, pentru instrumentele sale de precizie optică și investigațiile spectroscopice și metrologice efectuate cu ajutorul acestora.  A devenit primul american care a primit premiul Nobel într-un domeniu științific.